# Augusto Danvila y Jaldero
Augusto Danvila y Jaldero (1853-1935) fue un escritor español.

## Biografía
Nació el 19 de julio de 1853 en Valencia. Novelista, autor dramático e historiador, fue colaborador de La Época de Madrid, Hojas Sueltas y La Ilustración Artística de Barcelona, La Ilustración Española y Americana, Blanco y Negro, Mundo Naval Ilustrado (1897-1899), La Lectura y El Anfiteatro (1903), entre otras publicaciones. Danvila, que participó en la redacción del Diccionario enciclopédico hispano-americano de literatura, ciencias y artes, falleció el 1 de junio de 1935 en Puebla de Vallbona.